# Samuel Johannes van den Bergh

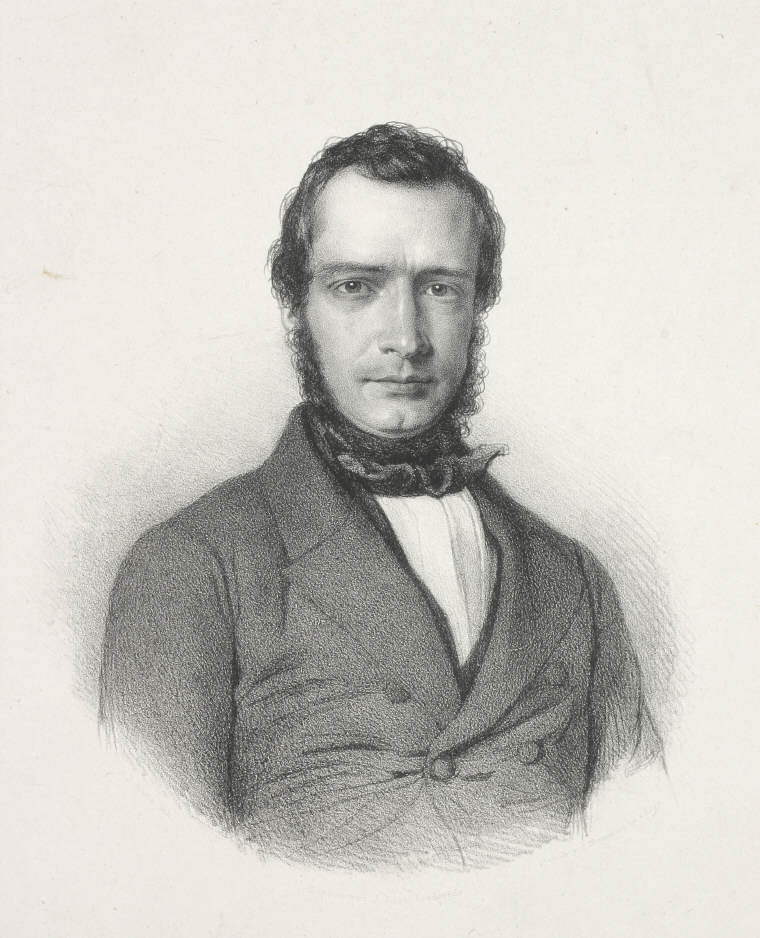
Van den Bergh (1852), door Adrianus Johannes Ehnle

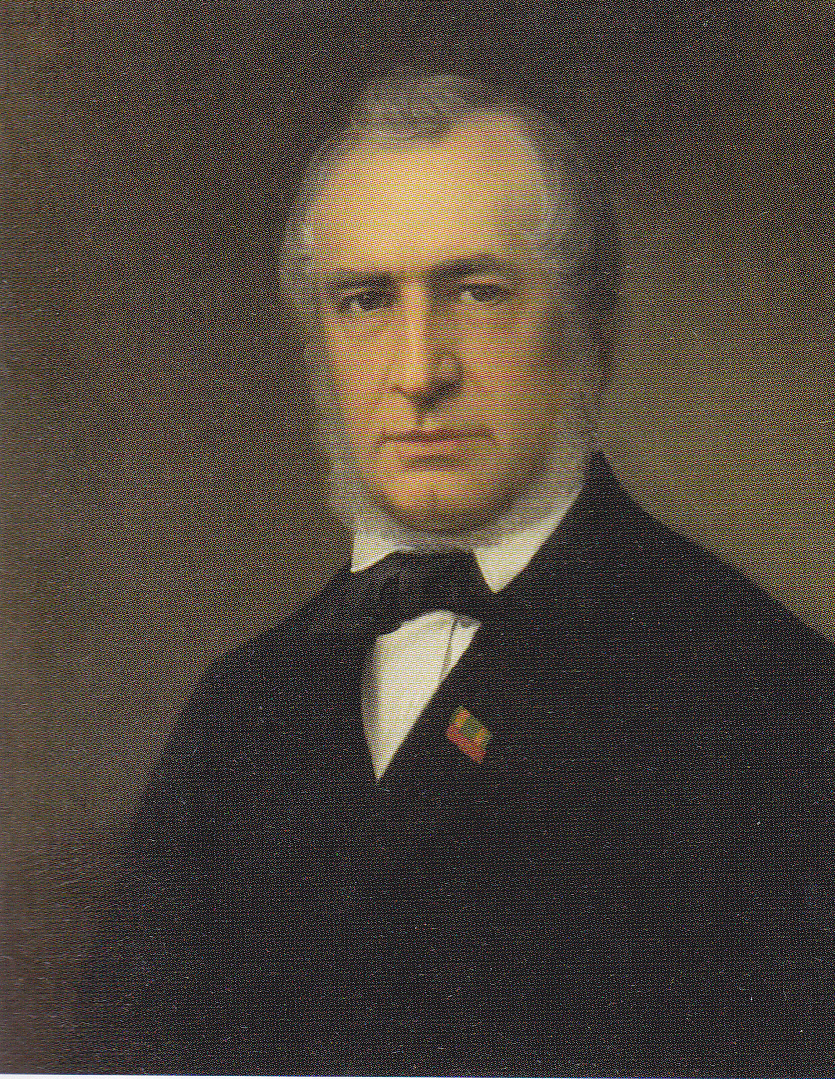
Van den Bergh (1870), door Bastiaan de Poorter

Samuel Johannes van den Bergh (Den Haag, 10 januari 1814 - Den Haag, 24 december 1868) was een Nederlands drogist, dichter en vertaler.

## Biografie
Nadat zijn vader jong overleed, was Samuel voorbestemd de drogisterij van zijn vader over te nemen. In 1840 nam hij de zaak over. Hij leefde niet alleen voor zijn vak, maar ook voor de poëzie. Hij schreef in de traditie van Tollens en richtte samen met enkele andere ondernemers in Den Haag het genootschap Oefening kweekt kennis op.
Op 29 mei 1840 trad hij in het huwelijk met Maria Johanna Kruijt (1812–1893) met wie hij zeven kinderen kreeg, waarvan één zoon en zes dochters.
Hij overleed onverwachts op 54-jarige leeftijd in Den Haag, waar hij werd begraven op Oud Eik en Duinen.

### Publicaties met Van den Bergh als auteur
Publicaties met Van den Bergh als auteur
- 1841 - Eric XIV op Grypshol. Een gedicht
- 1844 - Edmunds Mandoline
- 1848 - Onzen koning, 13 maart 1848. Een lied
- 1848 - Een dichtbundel voor mijn vaderland
- 1849 - Bij ’s Konings dood. Een zang des tijds
- 1850 - Voor de overstroomden, Februari 1850
- 1852 - Eene bede om erbarming. Uitgegeven ten voordeele van de nagelatene weduwen en weezen der verongelukte varensgezellen van Hellevoetsluis
- 1854 - Het standbeeld van Z.M. Koning Willem II. opgericht 1 November 1853. onthuld 23 Maart 1854. Zang des tijds
- 1855 - Mijn uitstapjen naar Engeland in de lente van 1854
- 1855 - Tien centen voor de zwartjes. Uitgegeven ten voordeele van het Nederlandsch zendelingengenootschap
- 1855 - Watersnood. Een gedicht ten voordeele der overstroomden in Gelderland
- 1859 - Fantazy en leven. Jongste gedichten
- 1859 - Nieuwe gedichten
- 1860 - Merkwaardige mannen. Schetsen voor jongens. Gedeeltelijk naar het Engelsch
- 1863 - Oranje boven!
- 1864 - Heden en verleden. Poëzy.
- 1868 - Uit mijn zomer
- 1927 - Miskende trouwe

### Publicaties met Van den Bergh als vertaler
- 1837 - Anacreon, Oden, vertaald door J.J.L. ten Kate en S.J. van den Bergh
- 1839 - Uitheemsche bloemen. Vertalingen en navolgingen in poëzij
- 1843 - Byron, De zeerover. Een verhaal. Naar het Engelsch door S.J. van den Bergh
- 1851-1853 - E. Bulwer Lytton, Mijn roman of verscheidenheden uit het leven in Engeland. Uit het Engelsch vertaald door S.J. van den Bergh
- 1854 - Frederika Bremer, De nieuwe wereld (Homes of the new world)
- 1858 - Walter Scott, Waverley, of ze[s]tig jaar geleden. Uit het Engelsch. Op nieuw vertaald door S.J. van den Bergh
- 1858-1860 - Het terras Dynevor; door de schrijfster van de Erfgenaam van Redclyffe. Uit het Engelsch door S.J. van den Bergh
- 1859 - Elisabeth Wetherell, Twee levens. Naar het Engelsch (The hills of the Shatemuc) door S.J. van den Bergh en B. Ph. de Kanter
- 1860 - H. Beecher Stowe, De predikant en zijn uitverkorene. Naar het Engelsch door S.J. van den Bergh
- 1861 - Geest en hart. Liederen. Duitschlands dichters nagezongen door S.J. van den Bergh
- 1861 - H.W. Longfellow, Evangeline. Een verhaal van Arcadië, door S.J. van den Bergh en B. Ph. de Kanter
- 1862 - Leven en lieven. Liederen. Duitschlands dichters nagezongen door S.J. van den Bergh
- 1862 - E. Southworth, De twee zusters. Een Amerikaansch verhaal. Uit het Engelsch vertaald door S.J. van den Bergh
- 1863-1856 - F. Denis en V. Chauvin, De ware Robinsons. Naar het Fransch door S.J. van den Bergh
- 1863-1856 - Oginsky, De schim van Polen of de treurtoonelen in Warschau. Een roman uit het Hoogduitsch door S.J. van den Bergh
- 1864 - X. Marmier, Reis in Zwitserland. Naar het Fransch door S.J. van den Bergh
- 1866 - W.J.C. Moens, Een Engelschman onder Italiaansche roovers. Een verhaal zijner gevangenschap. Uit het Engelsch door S.J. van den Bergh
- 1866 - Reintje de vos. Het oorspronkelijke vrij naverteld door J.E. Hartman. Naar het Hoogduitsch door S.J. van den Bergh
- 1887 - Alfred Tennyson, Henoch Arden. Naar het Engelsch door S.J. van den Bergh. Bij het Nederlandsche volk ingeleid door J.J.L. ten Kate

### Publicaties met Van den Bergh als redacteur of samensteller
- 1848-1855 - Aurora. Jaarboekje voor 1849-1856. Bijeenverzameld door J.J.D. Nepveu en S.J. van den Bergh
- 1854-1861 - De Rederijker. Tijdschrift voor leden van rederijkerskamers, vereenigingen en genootschappen ter bevordering van uiterlijke welsprekendheid, enz. Onder medewerking van S.J. van den Bergh, […] en anderen
- 1855 - Onze muze. Album voor gemengde zangen onzer vaderlandsche dichters der 19e eeuw. Verzameld door S.J. van den Bergh
- 1856-1863 - Aurora. Jaarboekje voor 1857-1865. Bijeenverzameld door S.J. van den Berg
- 1859 - Gedenkboek der oprichting van het monument ter herinnering aan den volksgeest van 1830,31. Bewerkt door S.J. van den Bergh en W.J. Hofdijk
- 1858-1866 - Familie-magazijn. Lectuur van uitspanning tot verbreiding van nuttige kundigheden. 1858-1866 onder toezicht van S.J. van den Bergh, W.M. Logeman en A.H. van der Hoeve